# Ивановский водопад
Ивановский водопад — водопад в ущелье реки Псахо в Адлерском районе Краснодарского края. Высота падения воды 10 м. При падении образует небольшое озеро, температура воды в котором в жаркие дни не поднимается выше 15 градусов Цельсия. Объект Сочинского национального парка.
Из-за густой растительности в кронах деревьев водопад всегда находится в полумраке: солнце сквозь кроны деревьев до него просто не пробивается.
Ивановский водопад необорудован, и путь к нему занимает около четырёх километров через лес.